# Vedrana Rudan
Vedrana Rudan (Opatija, 29. oktobar 1949) je hrvatska književnica i kolumnistkinja lista „Nacional“ gde piše kolumnu „Zloće i povrće“. Borac je za ljudska prava.

## Biografija
Završila je Pedagošku akademiju u Rijeci – kako sama navodi „srpski ili hrvatski“ i nemački jezik. U životu je, pre nego je postala poznata književnica, radila razne poslove - bila je učiteljica, turistički vodič, sladoledžija, novinar za više hrvatskih novina, urednica na radiju.
Poznata po svom nepristrasnom i sočnom jeziku, 1991. je dobila otkaz. Pravosnažnom sudskom presudom je 1993. vraćena na posao ali joj je bilo onemogućeno da radi pa je sama dala otkaz. Godine 2003. odlučila je da će biti književnica. Januara 2009, zbog antisemitske izjave na Dan Holokausta, dobila je otkaz na „Novoj TV“.
Piše kratkim, britkim stilom, duhovito, „bez dlake na jeziku“. Uzima u zaštitu one koji su ostali bez posla, sirotinju, ugrožene žene, običan narod. Na meti su joj tajkuni, vlast, bankari, hipokrizija u Crkvi, privatizacija, ulazak Hrvatske u NATO, i mnoge druge. Član je hrvatskog društva pisaca, a knjige su joj prevođene na engleski, nemački, poljski, slovenački, ruski, makedonski, mađarski. Po knjizi „Uho, grlo, nož“ rađene su pozorišne predstave u hrvatskom Teatru 101 i srpskom Ateljeu 212.

## Dela
- Uho, grlo, nož (2002)
- Ljubav na poslednji pogled (2003)
- Ja, nevjernica (2005)
- Crnci u Firenci (2006)
- Kad je žena kurva, kad je muškarac peder (2007)
- Strah od pletenja (2009)
- Dabogda te majka rodila (2010)
- Kosturi okruga Medison (2012)
- U zemlji krvi i idiota (2013)
- Amaruši (2013)
- Zašto psujem (2015)
- Muškarac u grlu (2016)
- Život bez krpelja (2018)
- Ples oko sunca — autobiografija (2019)
- Dnevnik bijesne domaćice: predgovor novom izdanju (2020)
- Puding od vanilije (2021)
- Doživotna robija (2022)
- Besplatna dostava (2023)

## Spoljašnje veze
- Blog Vedrane Rudan
- Spisak objavljenih tekstova u listu Nacional
- Vedrana Rudan isprozivala papu i postala zvezda Fejsbuka („Puls“, 14. jun 2011)
- Uživam dva ugleda - intervju („Politika“, 18. decembar 2011)
- Život bez ljubavi gori je od smrti („Blic“, 2. maj 2014)
- Vedrana Rudan: Sita sam mržnje koja me okružuje („Večernje novosti“, 30. avgust 2015)
- Starost je muka, ali i sloboda („Politika”, 11. septembar 2020)